# Хами
Хами (кит. упр. 哈密地, пиньинь Hāmì, уйг. قۇمۇل ۋىلايىتى‎, Кумул) — городской округ в Синьцзян-Уйгурском автономном районе КНР.

## География
Округ Хами расположен в восточной части Синьцзяна, на границе с Монголией и провинцией Ганьсу, и занимает площадь более 140,7 тыс. км². Значительную часть округа занимают пустыня Хами, Хамийская впадина и горы Тянь-Шань. Климат округа аридный, погода сухая и солнечная. Осадки крайне ограничены, однако летом случаются наводнения, а осенью и зимой — сильные снегопады. Средняя температура колеблется от −9,8 °C в январе до +26,8 °C в июле.
Вокруг озера Баркёль расположены охраняемые государством болота, луга и леса. В районе хребта Мэчин-Ула водятся горные бараны, куланы, сайгаки, волки и лисицы.

## Этимология
В I тыс. до н. э. народ, известный в китайских источниках как «сяо юэчжи» (малые юэчжи), основал город Кумуда (также известен как Кимуда или Кунуда). В эпоху династии Чжоу китайцы называли этот город Куньмо (昆莫) или Куньу, в период династии Хань — Иу (伊吾) или Иулу (伊吾卢), в период династии Суй — Иуцзюнь, в период династии Тан — Ичжоу (伊州), в X веке — Чжунъюнь (仲雲). После того, как эти земли заселили уйгуры, Кумуда стал известен как Чунгул, Сунгул, Кумул и Комул. В эпоху империи Юань употреблялись названия Иулу, Камил и Хамили.
После Марко Поло, посетившего город в начале XIV века, на европейских картах его обозначали как Камул. В эпоху династии Мин Кумул был известен в китайских источниках как Хами (哈密). Также его называл в своих письмах и Маттео Риччи.

## История

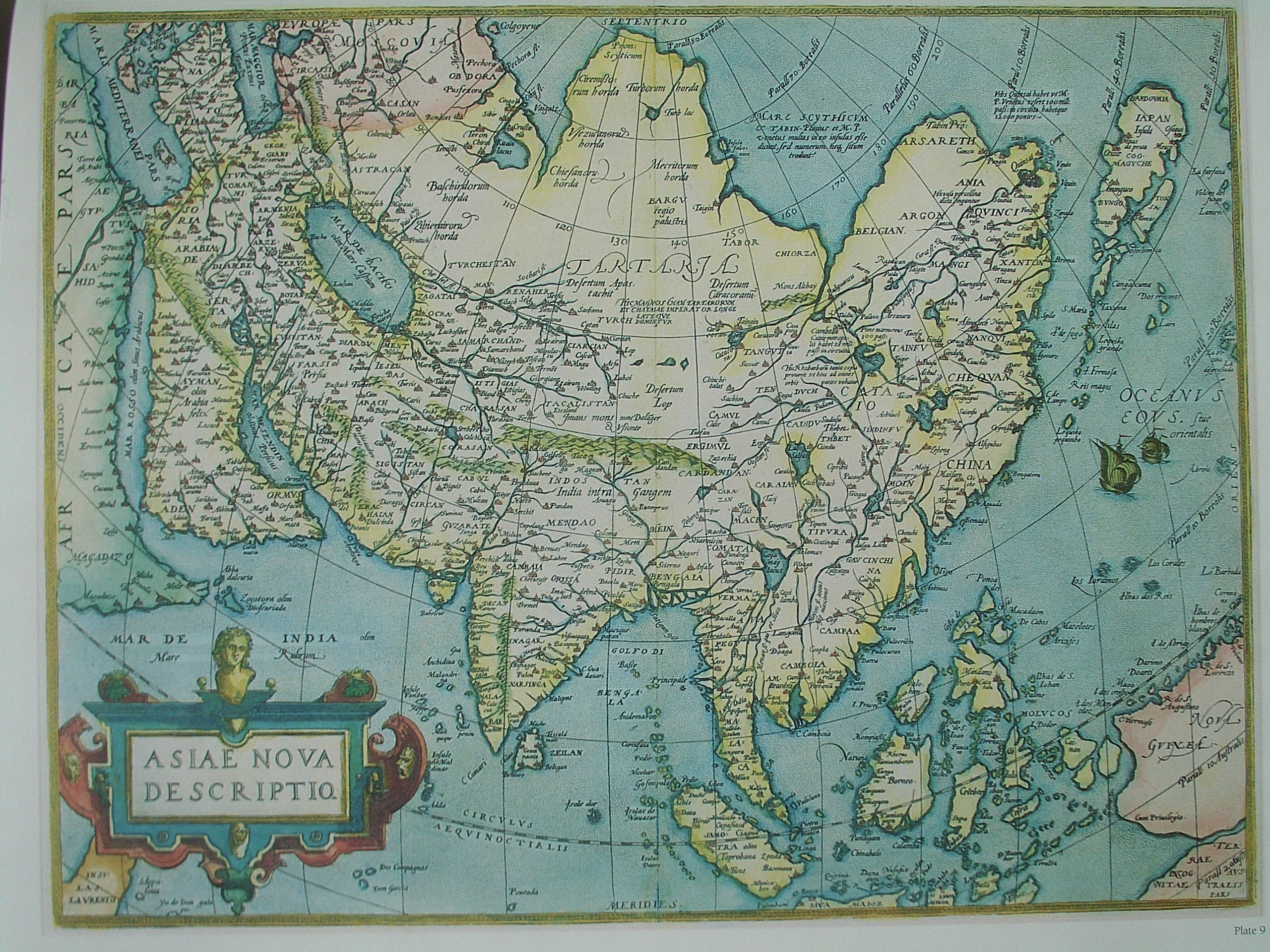
Хами на карте Азии XVI века

В эпоху Восточной Хань китайцы сражались с хунну за контроль над Хами (Иу), в результате чего этот плодородный и стратегически важный оазис неоднократно переходил из рук в руки. Несколько раз ханьцы создавали здесь военно-земледельческие колонии, которые снабжали продовольствием войска и торговые караваны. Хами был особенно известен своими дынями, изюмом и вином, здесь выращивали рис, просо, могар, пшеницу, бобы, коноплю, виноград и тутовые деревья.
В 456 году район Хами заняли войска династии Северная Вэй, которые отсюда нападали на Жужаньский каганат. После упадка династии Северная Вэй эти земли оказались под властью Тюркского и Восточно-тюркского каганатов. В 630 году Танская империя захватила Восточный каганат. Монах Сюаньцзан описывал Хами как процветающий оазис, в котором воду хранили в подземных колодцах и каналах. Здесь сохранялась небольшая китайская колония, имелся буддийский монастырь. Династия Тан соперничала за контроль над Хами с Тибетской империей, пока китайцы не были отброшены в 851 году. Позже территория Хами входила в состав Уйгурского каганата и государства Кочо; в этот период уйгуры стали основным населением местных оазисов.
Монголы завоевали Хами во время династии Юань. В конце XIV века в Хами возникло независимое монгольское царство Кара-Дель, которое в 1404 году попало под власть династии Мин, но позже было завоевано Ойратским ханством. В 1513 году Хами официально приняло ислам. С конца XVII века здесь существовало Кумульское ханство, которое являлось вассалом империи Цин.
После того, как империя Цин разгромила Джунгарское ханство, в этих местах в 1759 году был учреждён комиссариат Хами (哈密厅). В 1884 году, когда была образована провинция Синьцзян, комиссариат Хами был повышен в статусе до «непосредственно управляемого» (哈密直隶厅). В конце XIX века Хами выглядел как типичный населённый пункт Восточного Туркестана, расположенный на древнем караванном пути: старый город, обнесённый высокой стеной, которая имела красивые Восточные и Западные ворота. За стенами располагались обширные сады и поля, а за ними — сухие равнины, на которых уйгуры пасли лошадей и овец. Недалеко от Хами располагались рудники, в которых китайцы добывали золото и драгоценные камни.
После Синьхайской революции в Китае была проведена реформа структуры административного деления, в ходе которой комиссариаты были упразднены, и поэтому непосредственно управляемый комиссариат Хами был в 1913 году преобразован в уезд Хами (哈密县), подчинённый напрямую Урумчи.
В 1934 году был образован Административный район Хами (哈密行政区), и уезд Хами был подчинён ему. В 1935 году шесть лежащих севернее Тяньшаньских гор районов уезда Хами были выделены в отдельный уезд Иу. В 1949 году, после вхождения Синьцзяна в состав КНР, Административный район Хами был преобразован в Специальный район Хами (哈密专区). 19 декабря 1970 года специальный район Хами был преобразован в округ Хами. 30 января 1975 года, в связи с образованием округа Турфан, в состав нового округа из округа Хами был передан уезд Пичан. В 1977—1984 годах уезд Хами был преобразован в городской уезд. В 2016 году постановлением Госсовета КНР округ Хами был преобразован в городской округ; бывший городской уезд Хами стал районом Ичжоу в его составе.

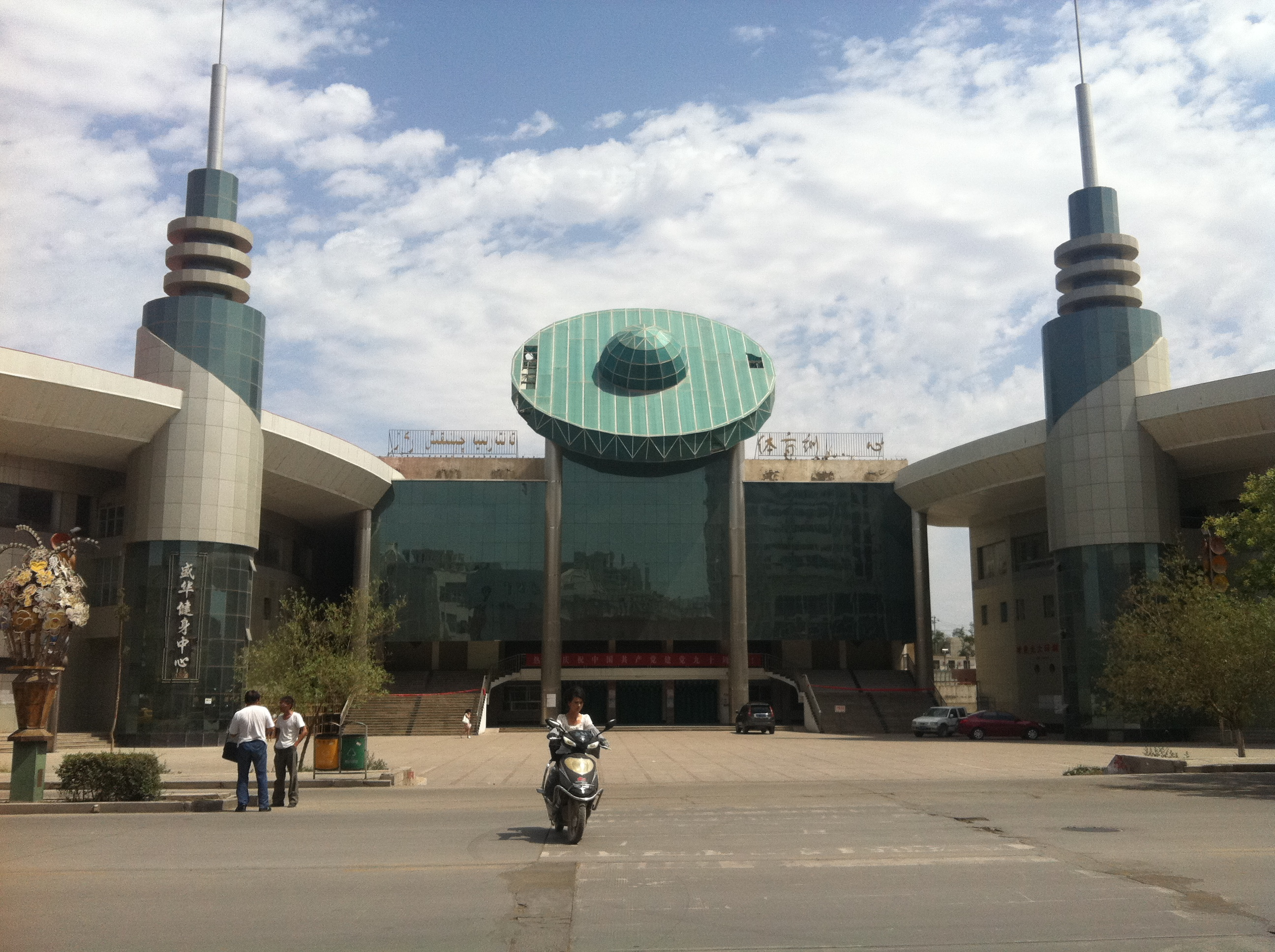
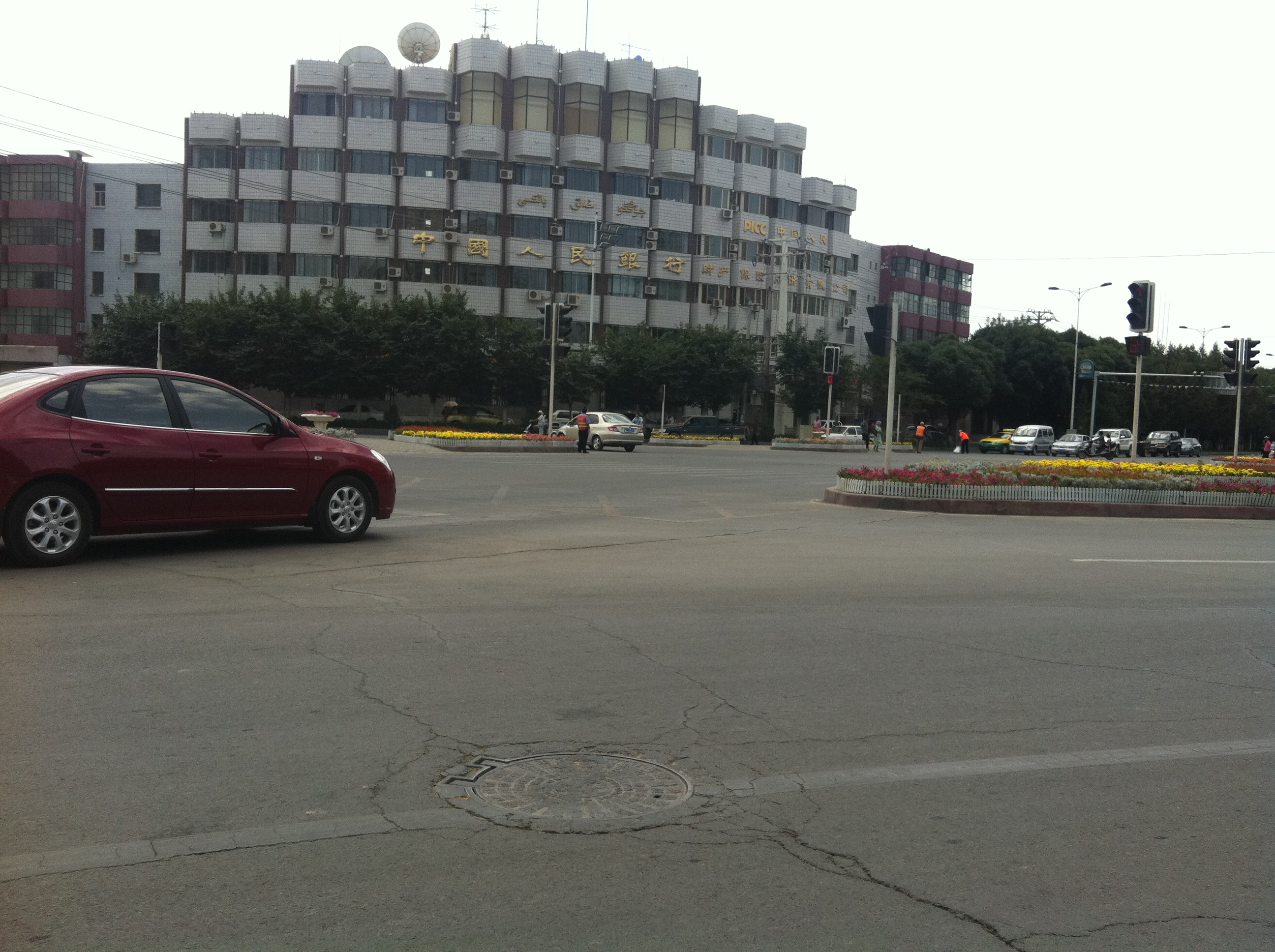
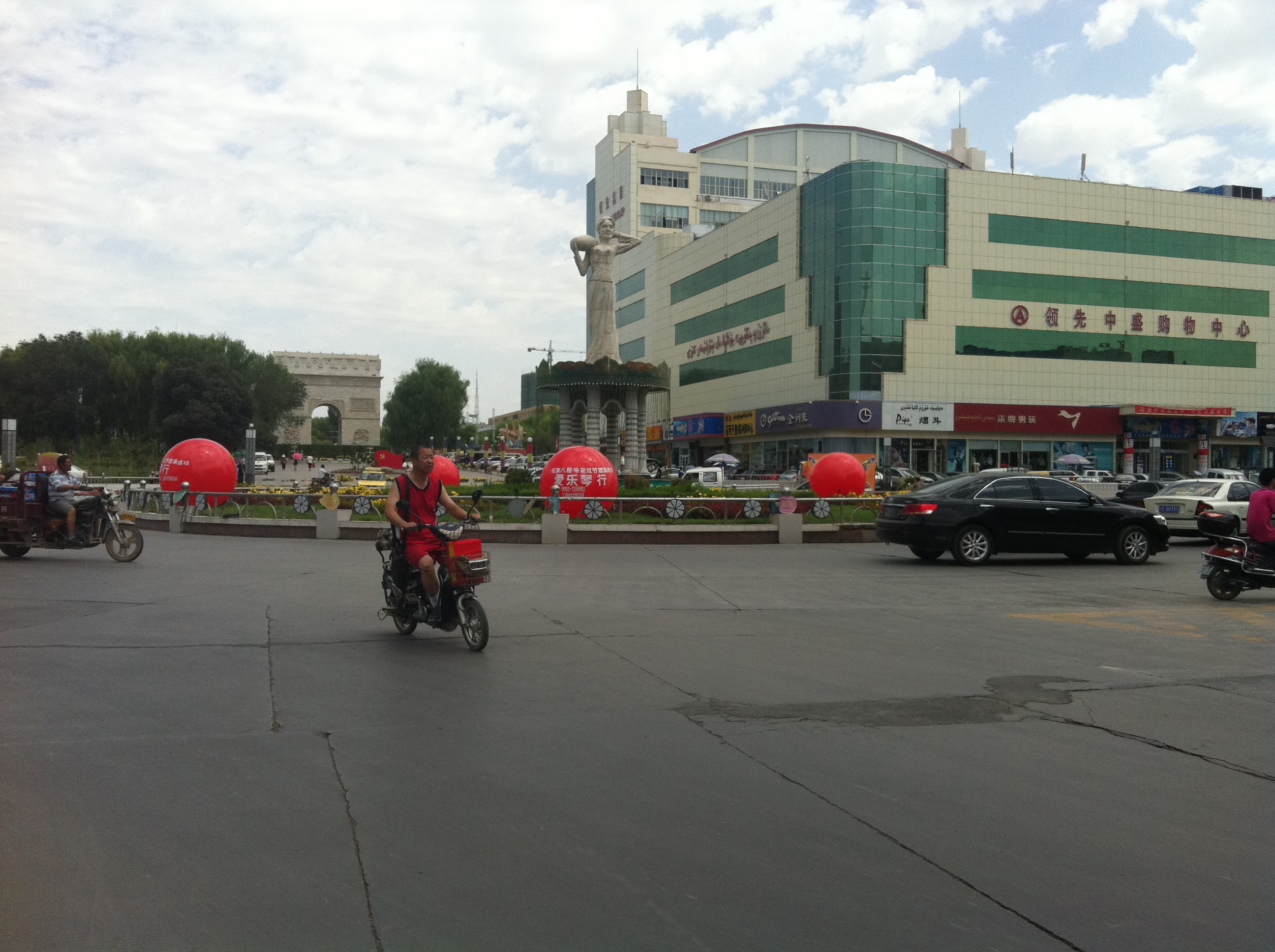
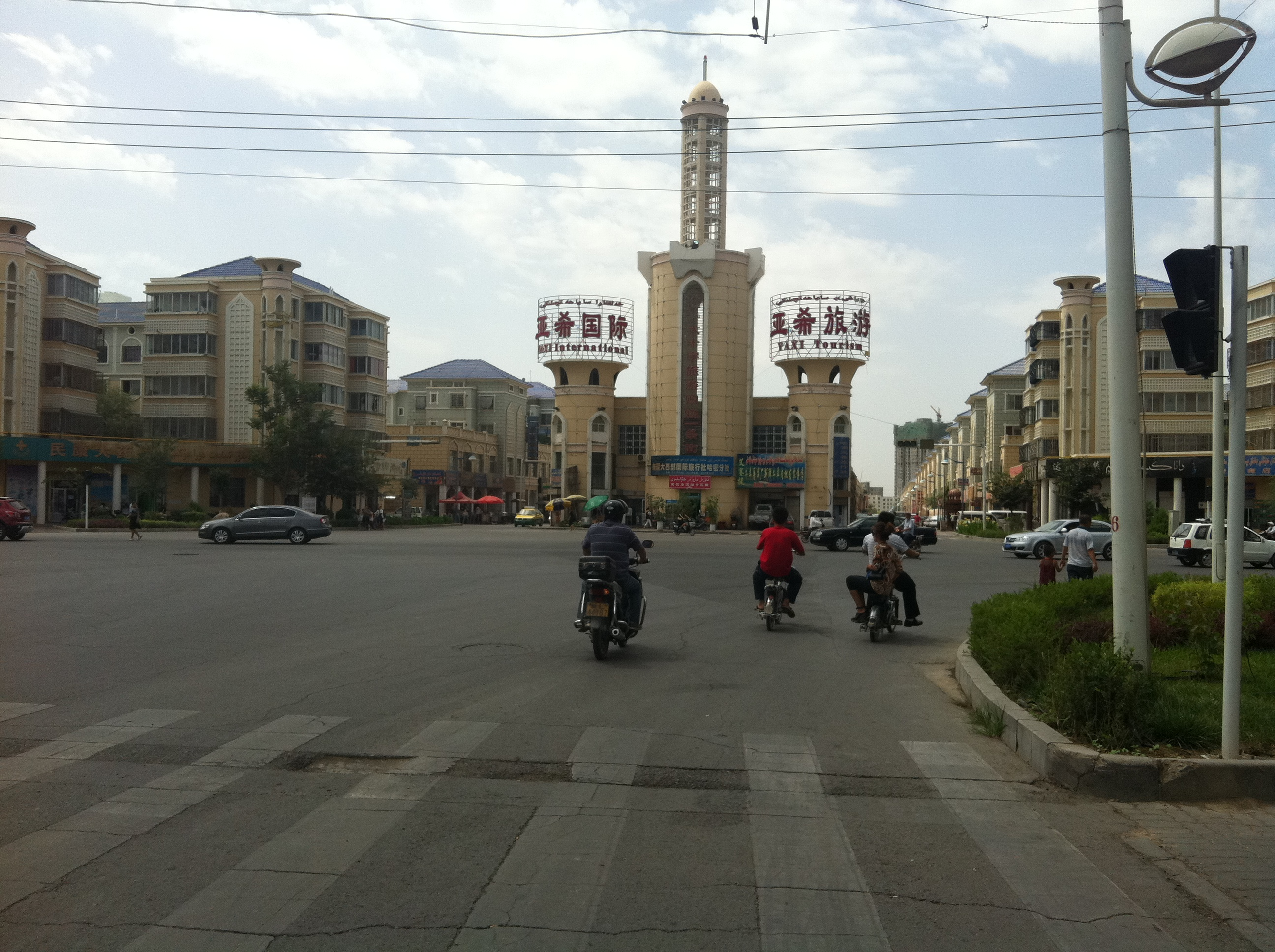
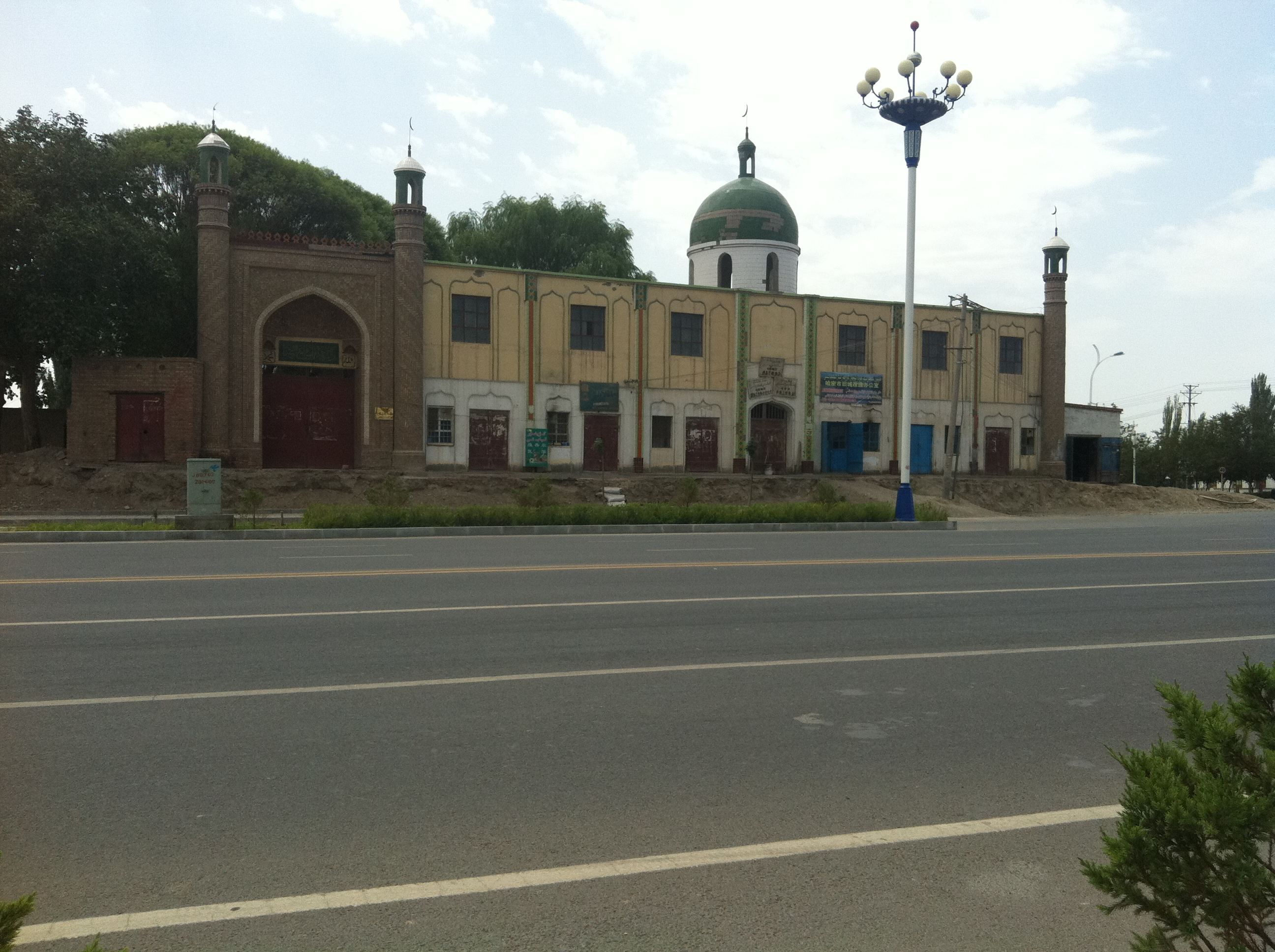

## Население
По состоянию на 2010 год население округа составляло 572,4 тыс. человек. По состоянию на 2018 год в Хами проживало около 559,3 тыс. человек, в том числе 193 тыс. национальных меньшинств.
- ханьцы — 366 341
- уйгуры — 111 905
- казахи — 56 136
- хуэйцзу — 17 969
- монголы — 2 749
- маньчжуры — 1 735
- сибо — 155
- русские — 104
- татары — 26
- киргизы — 15
- дауры — 15
- другие национальности — 2 189

Китайцы и хуэй преобладают в городах и шахтёрских посёлках; уйгуры, казахи и монголы расселены преимущественно в сельской местности, некоторые кочуют со своими стадами.

## Административное деление
Городской округ делится на 1 район городского подчинения, 1 уезд и 1 автономный уезд:
|   |                                   |                                   |                             |                          |                                          |                                          |                     |               |                  |  |
| # | Статус                            | Название                          | Название на китайском языке | Пиньинь                  | Название на уйгурском языке (kona yezik̡) | Латинизированный уйгурский (yengi yezik̡) | Население (2003 г.) | Площадь (км²) | Плотность (/км²) |  |
| 1 | Район                             | Ичжоу                             | 伊州区                      | Yīzhōu qū                | ئىۋىرغول رايونى                          | Iwirghol Rayoni                          | 400 000             | 81 797        | 5                |  |
| 2 | Уезд                              | Иу (Аратюрюк)                     | 伊吾县                      | Yīwú xiàn                | ئارا تۈرۈك ناھىيىسى                      | Ara Türük Nahiyisi                       | 20 000              | 19 823        | 1                |  |
| 3 | Баркёль-Казахский автономный уезд | Баркёль-Казахский автономный уезд | 巴里坤哈萨克自治县          | Bālǐkūn Hāsàkè zìzhìxiàn | ئاپتونوم ناھىيىسى باركۆل قازاق           | Barköl Qazaq Aptonom Nahiyisi            | 100 000             | 37 304        | 3                |  |

## Вооружённые силы
На территории округа Хами базируются 2-я учебная авиационная бригада и подземные пусковые установки для межконтинентальных баллистических ракет.

## Экономика

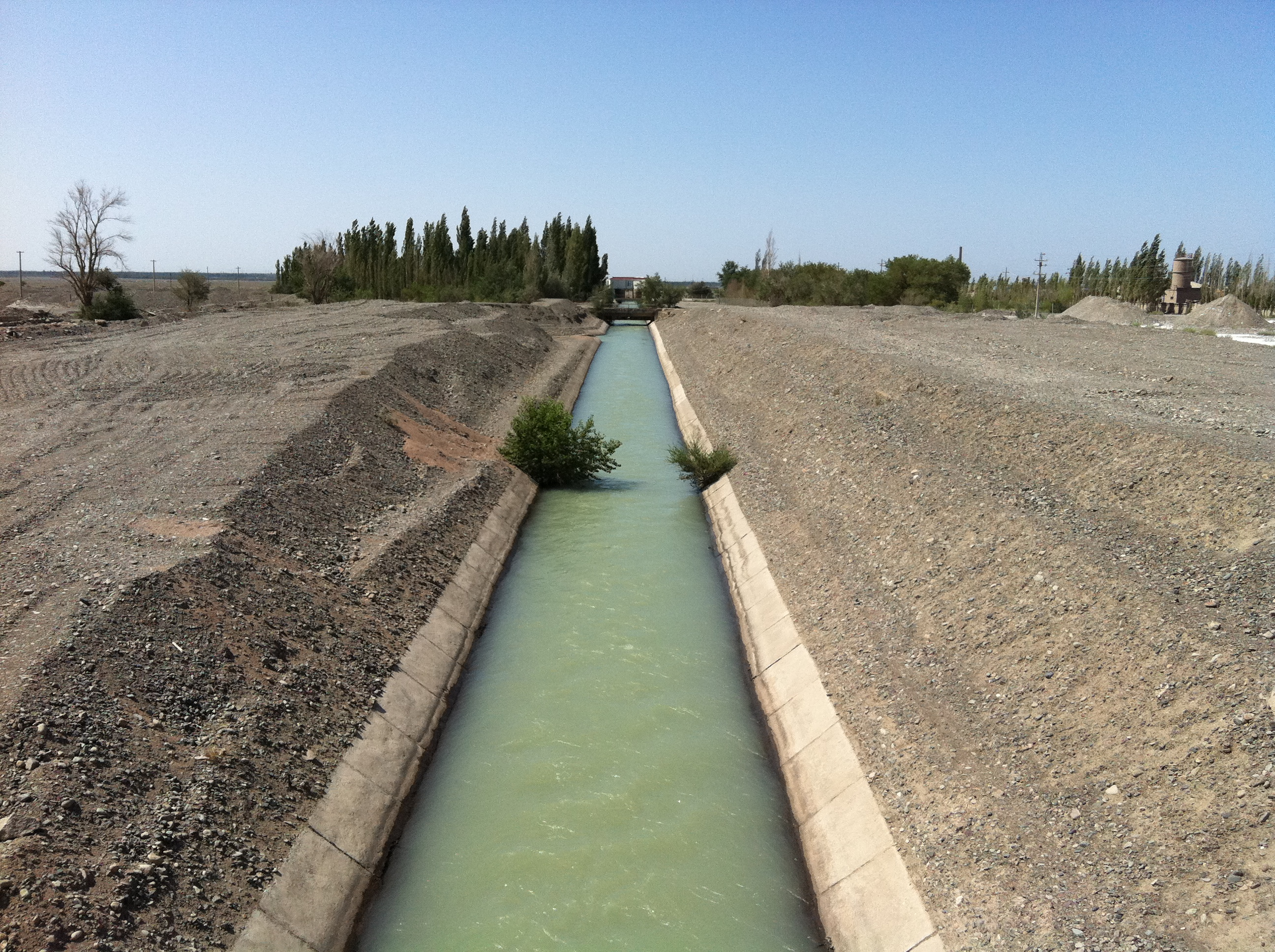
Оросительный канал

### Промышленность
На территории округа Хами имеются значительные запасы сырьевых ресурсов, в том числе угля, железа, меди, никеля и золота. Запасы никеля оцениваются в 15,8 млн тонн, местный рудник занимает второе место в Китае по объёмам добычи никелевой руды. Обогащение руды и производство никеля и меди проводится на заводах компании Xinjiang Nonferrous Metals Group, расположенных в промышленном парке Хами. На нефтяных полях Турфан — Хами государственная компания PetroChina добывает сырую нефть, которую отправляет на переработку на завод в Турфане. Добычу угля ведёт частная компания Guanghui Energy.
Также в Хами расположены предприятия компаний Xinjiang Lijia Cotton (текстиль).

### Энергетика
В Хами создана мощная энергетическая база. В пустынных районах округа активно развивается солнечная и ветряная энергетика.

### Сельское хозяйство
В Хами развиты пастбищное животноводство и хлопководство. Округ славится своими медовыми дынями.

### Внешняя торговля
Через КПП Лаоемяо Китай экспортирует в Монголию товары бытового назначения, металлы, строительные материалы и оборудование, а импортирует из Монголии минеральное сырьё и животноводческую продукцию.

## Транспорт

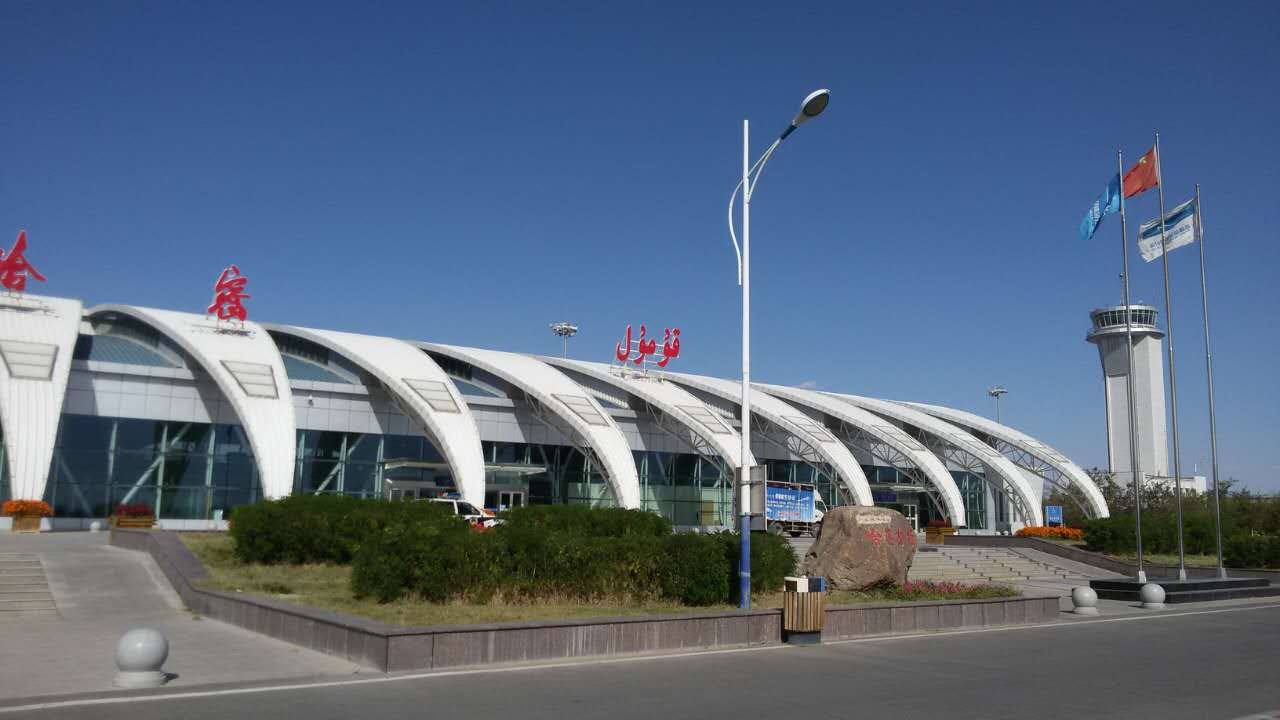
Аэропорт Хами

### Авиационный
Аэропорт Хами, реконструированный в 2008 году, обслуживает рейсы в Кашгар, Ланьчжоу, Сиань, Пекин, Чжэнчжоу, Чэнду. По итогам 2021 года он обслужил более 173 тыс. пассажиров.
Также аэропорт используется военно-воздушными силами Китая.

### Железнодорожный

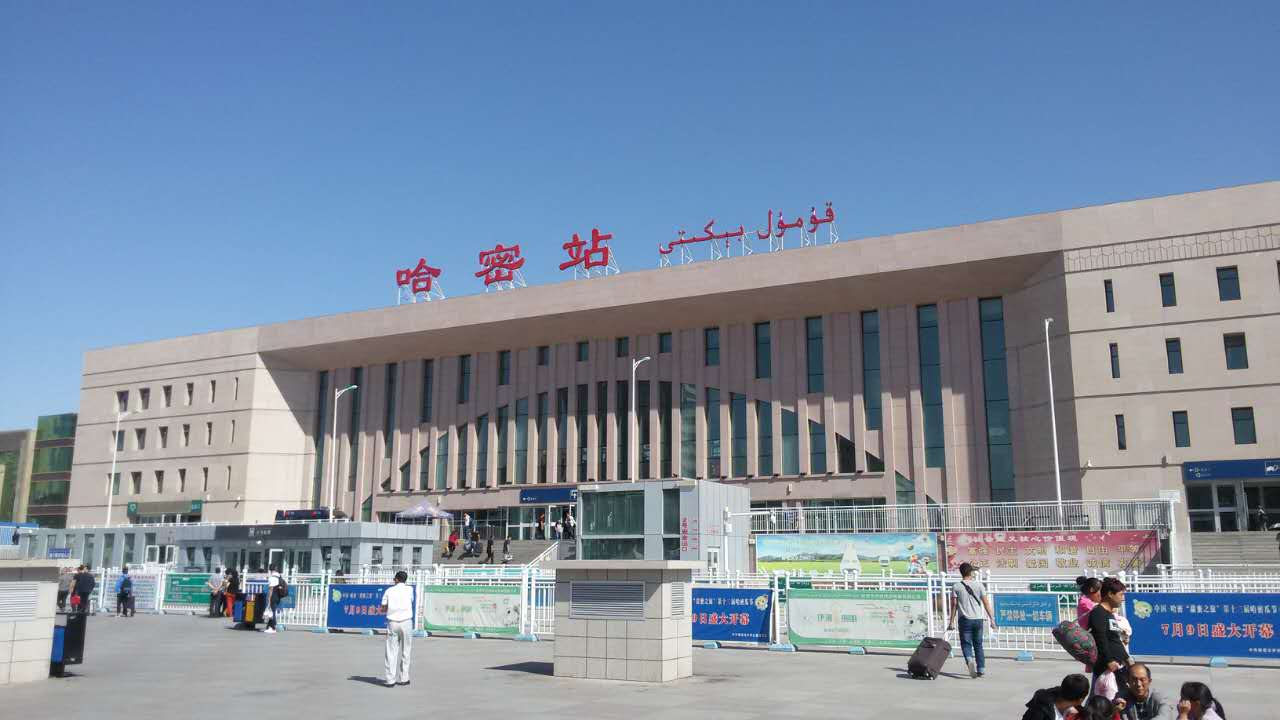
Железнодорожный вокзал

Хами обслуживают высокоскоростная железная дорога Ланьчжоу — Урумчи, Ланьсиньская железная дорога и железная дорога Эдзин — Хами.
Также имеется грузовая железная дорога, по которой калийные соли, добытые в районе Лобнора, доставляются в Хами.

### Автомобильный
Через территорию Хами проходят национальное шоссе Годао 312 (Шанхай — Кульджа) и скоростное шоссе Пекин — Урумчи.

## Культура
Уйгурская вышивка из Хами в 2008 году была включена в список нематериального культурного наследия Китая. Характерные черты хамийской вышивки — яркое многоцветье и обширное использование цветочных мотивов.

## Достопримечательности
В округе развивается туризм, ориентированный на местные достопримечательности. В Хами встречаются метеориты и окаменелости динозавров, татуированные мумии, гробницы эпохи Тан и Сун, древние джунгарские, маньчжурские и ханьские крепости.
Среди природных объектов туристов привлекают живописные ярданги, озеро Баркёль и ландшафтный парк Восточный Тяньшань.

## Известные уроженцы
На территории современного Хами родились Аппак Ходжа (1626), Ходжа Нияз (1889) и Абдурахим Тилешуп Откур (1923).

## Галерея

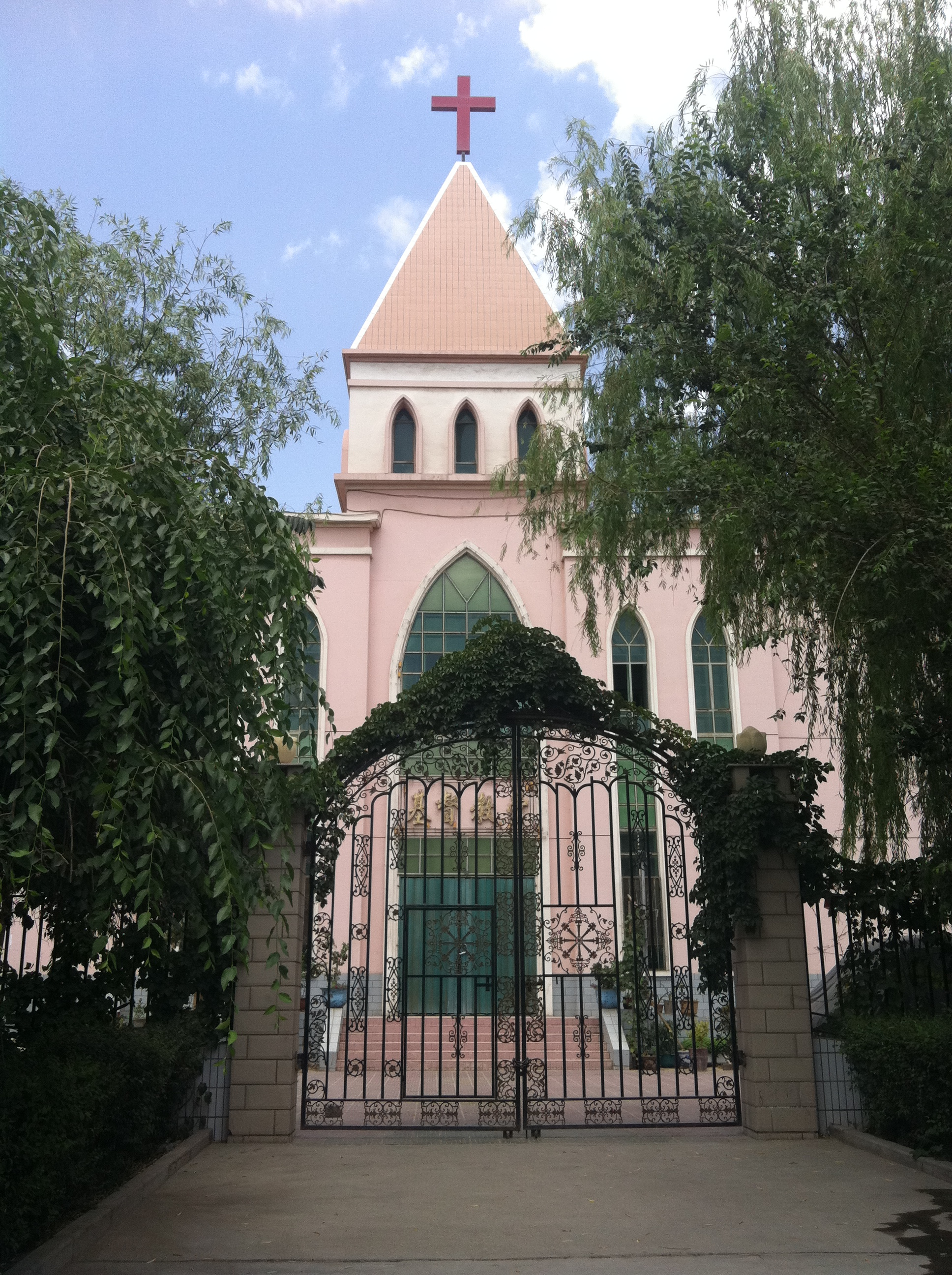
Церковь
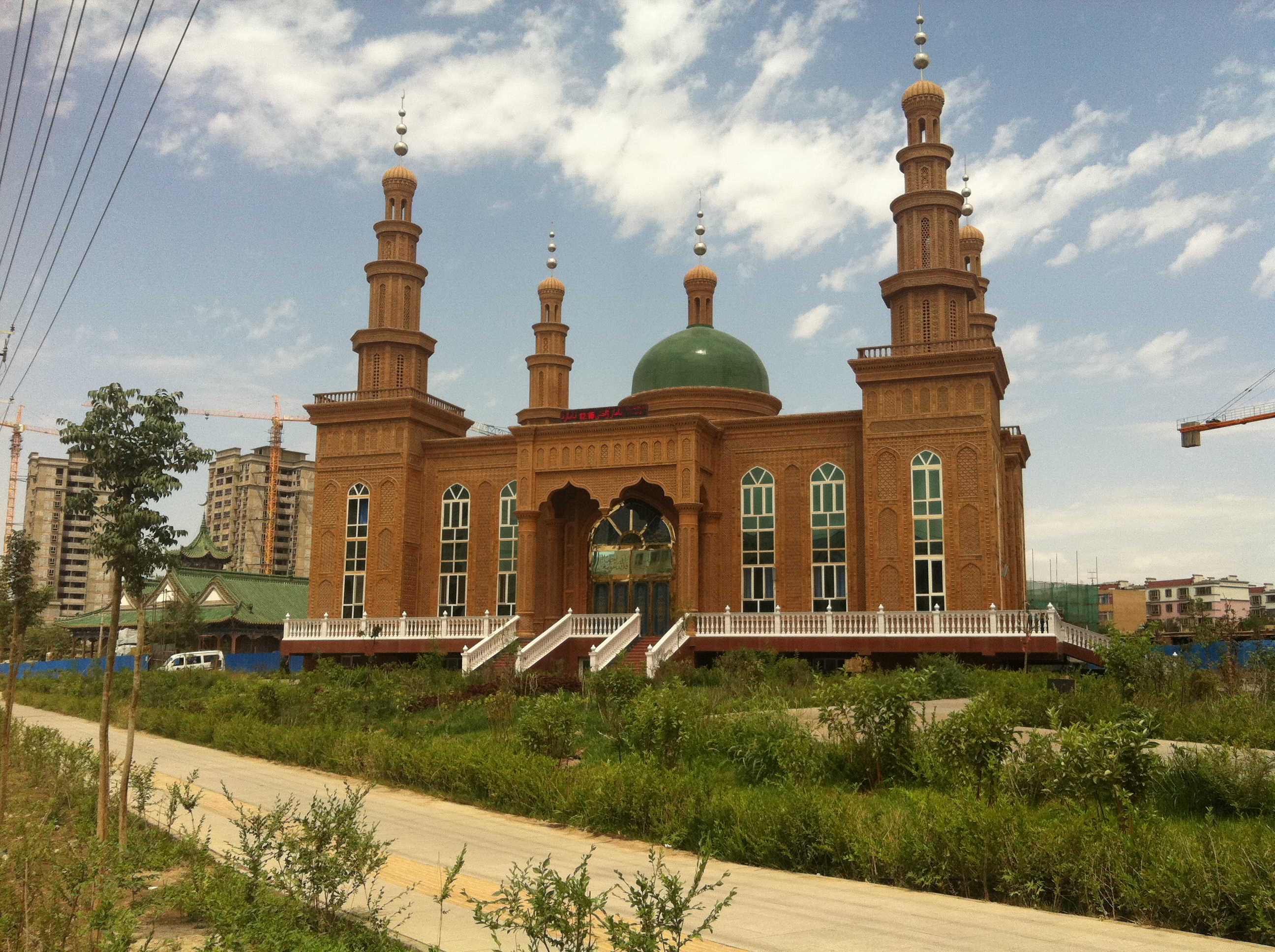
Мечеть
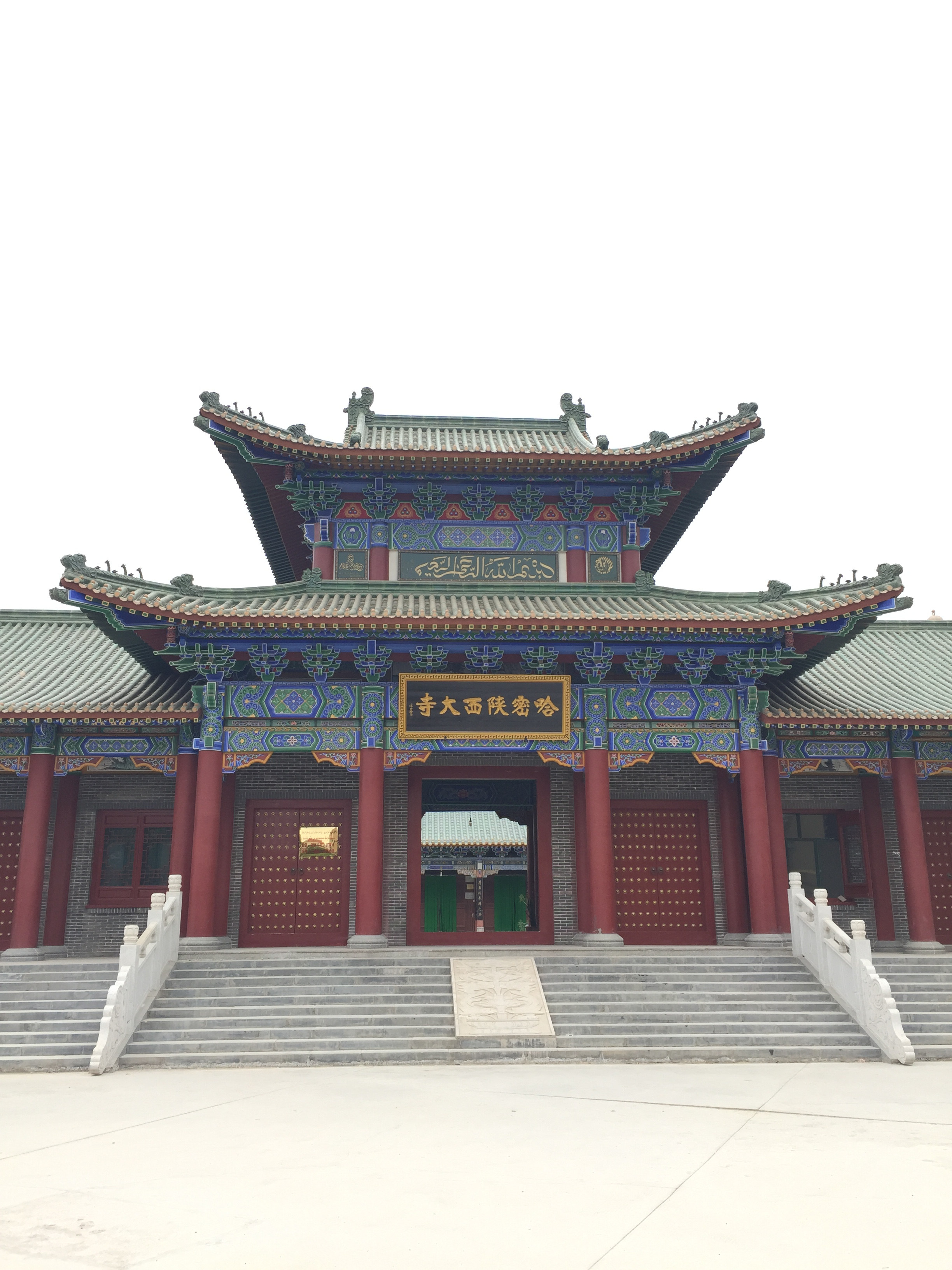
Храм
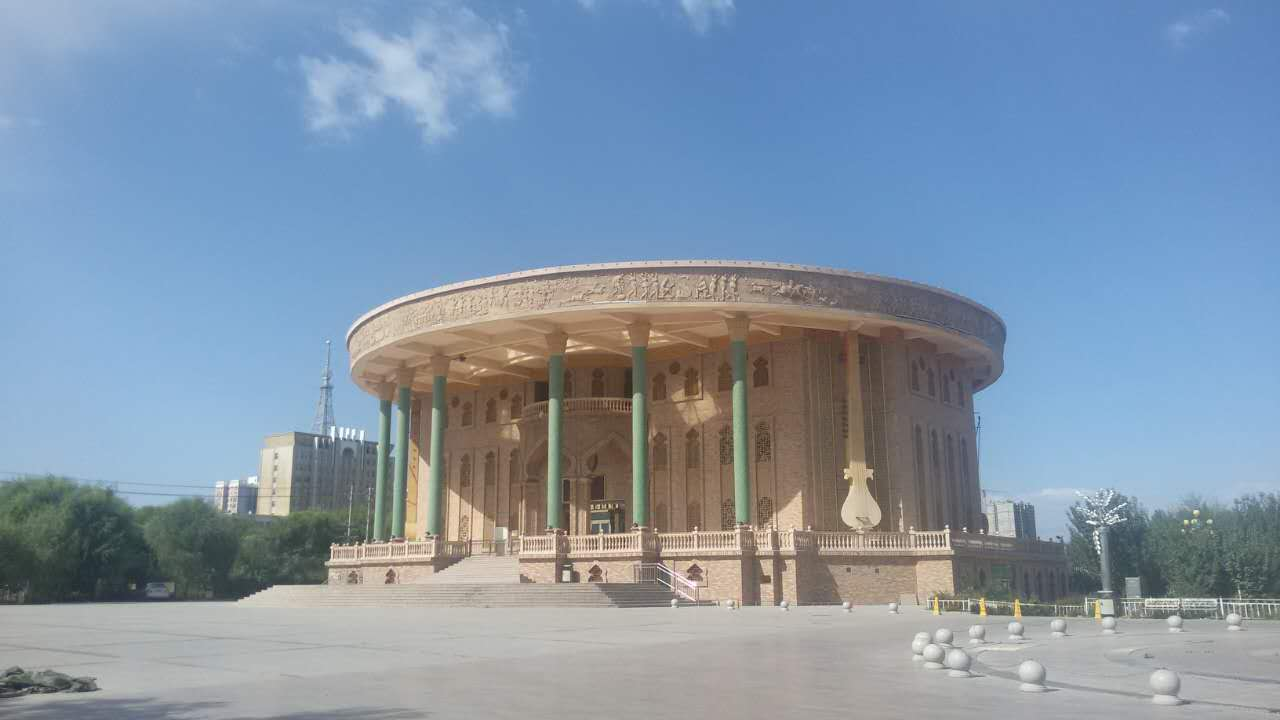
Музей
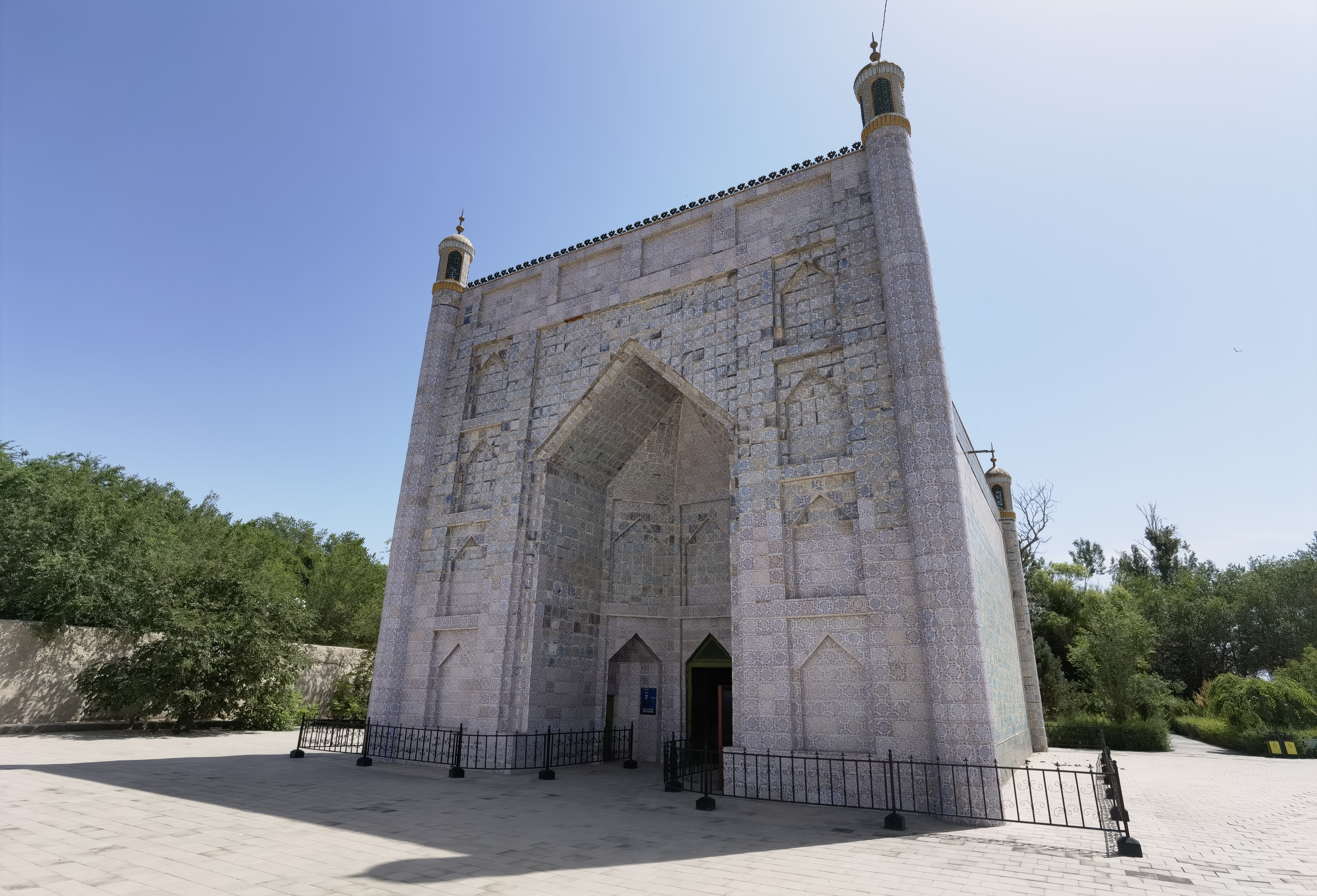
Мавзолей
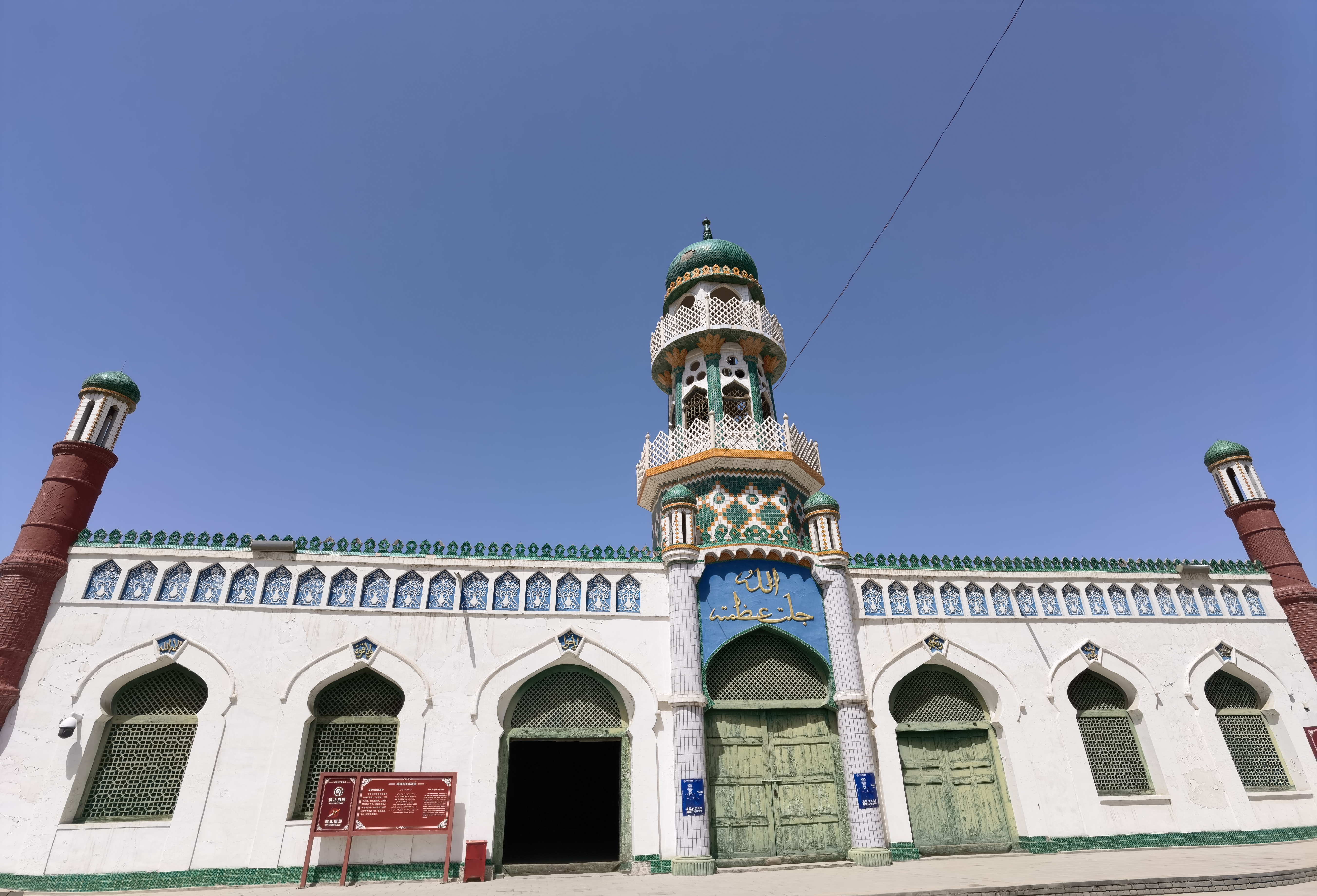
Мечеть
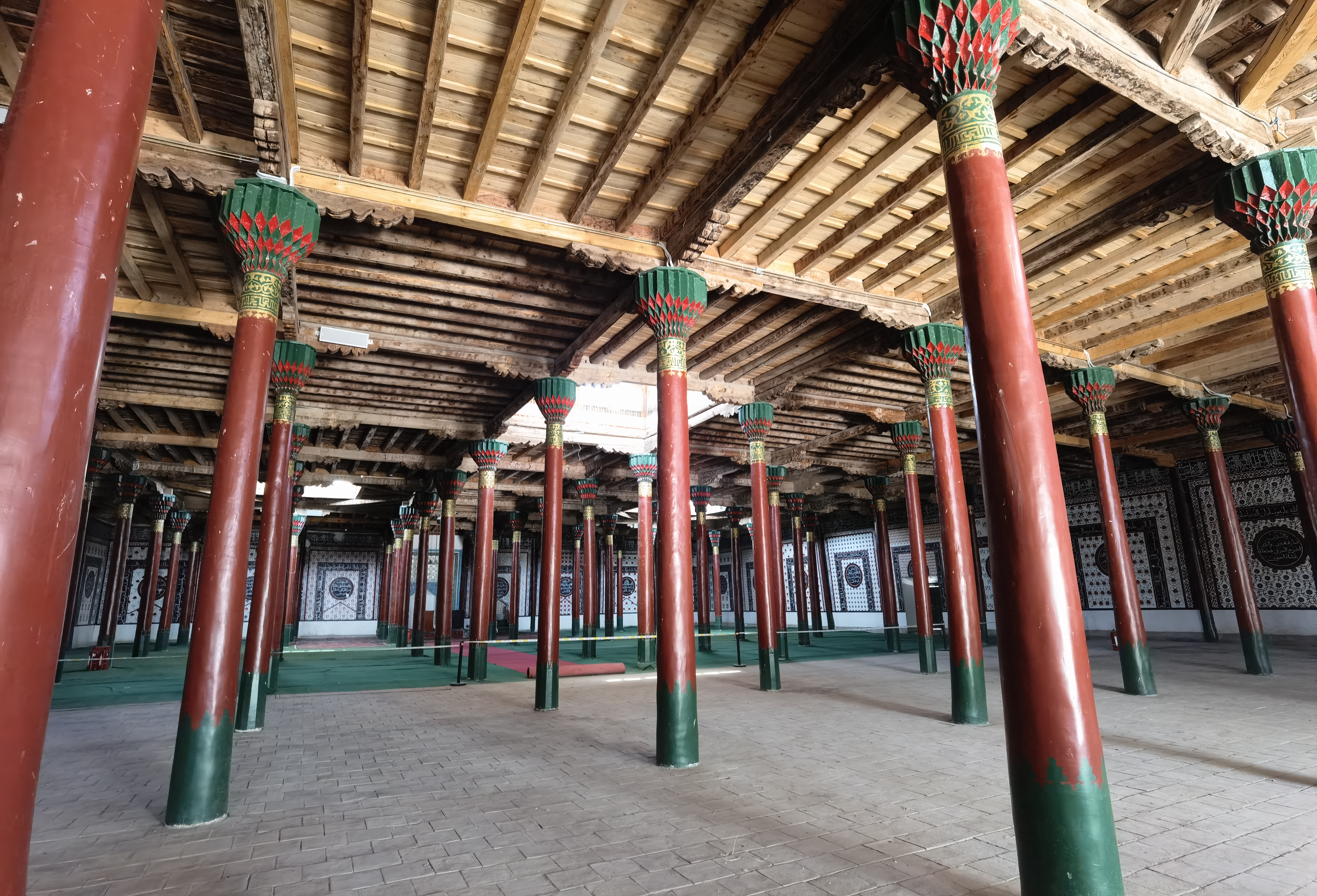
Интерьер мечети